# Gare de Jassonneix
Gare de Jassonneix vasútállomás Franciaországban, Meymac településen.

## Vasútvonalak
Az állomást az alábbi vasútvonalak érintik:
- Palais-Eygurande-Merlines-vasútvonal

## Kapcsolódó állomások
A vasútállomáshoz az alábbi állomások vannak a legközelebb:
- Gare de Pérols
- Gare de Meymac